# Inoslav Krnić
Inoslav Krnić (ur. 14 stycznia 1979) – chorwacki siatkarz, reprezentant kraju, grający na pozycji rozgrywającego. 

## Sukcesy klubowe
Puchar Chorwacji:
- 1996, 1997, 1998, 2019

Liga Mistrzów:
- 1997, 2000

Mistrzostwo Chorwacji:
- 1997, 1998, 1999, 2012, 2018, 2019

Superpuchar Belgii:
- 1999, 2000

Mistrzostwo Belgii:
- 2001
- 2000

Puchar Belgii:
- 2001

Puchar CEV:
- 2001

Wicemistrzostwo Turcji:
- 2005

Wicemistrzostwo Hiszpanii:
- 2006

Puchar Czarnogóry:
- 2010

Mistrzostwo Czarnogóry:
- 2010

Puchar Bułgarii:
- 2014

Brązowy medalista Mistrzostw Bułgarii:
- 2014

Superpuchar Chorwacji:
- 2017

## Sukcesy reprezentacyjne
Liga Europejska:
- 2006

## Nagrody indywidualne
- 2006: Najlepszy rozgrywający Ligi Europejskiej